# Liste der Monuments historiques in Bezons
Die Liste der Monuments historiques in Bezons führt die Monuments historiques in der französischen Gemeinde Bezons auf.

## Liste der Bauwerke
| Bezeichnung                | Beschreibung              | Standort                      | Kennzeichnung | Schutzstatus | Datum | Bild           |
| -------------------------- | ------------------------- | ----------------------------- | ------------- | ------------ | ----- | -------------- |
| Oratoire du Val-Notre-Dame | Erbaut im 19. Jahrhundert | Rue Alphonse-Cornaille (Lage) | PA00080006    | Inscrit      | 1984  | weitere Bilder |